# Ursus Traktorenwerk (Wiesbaden)

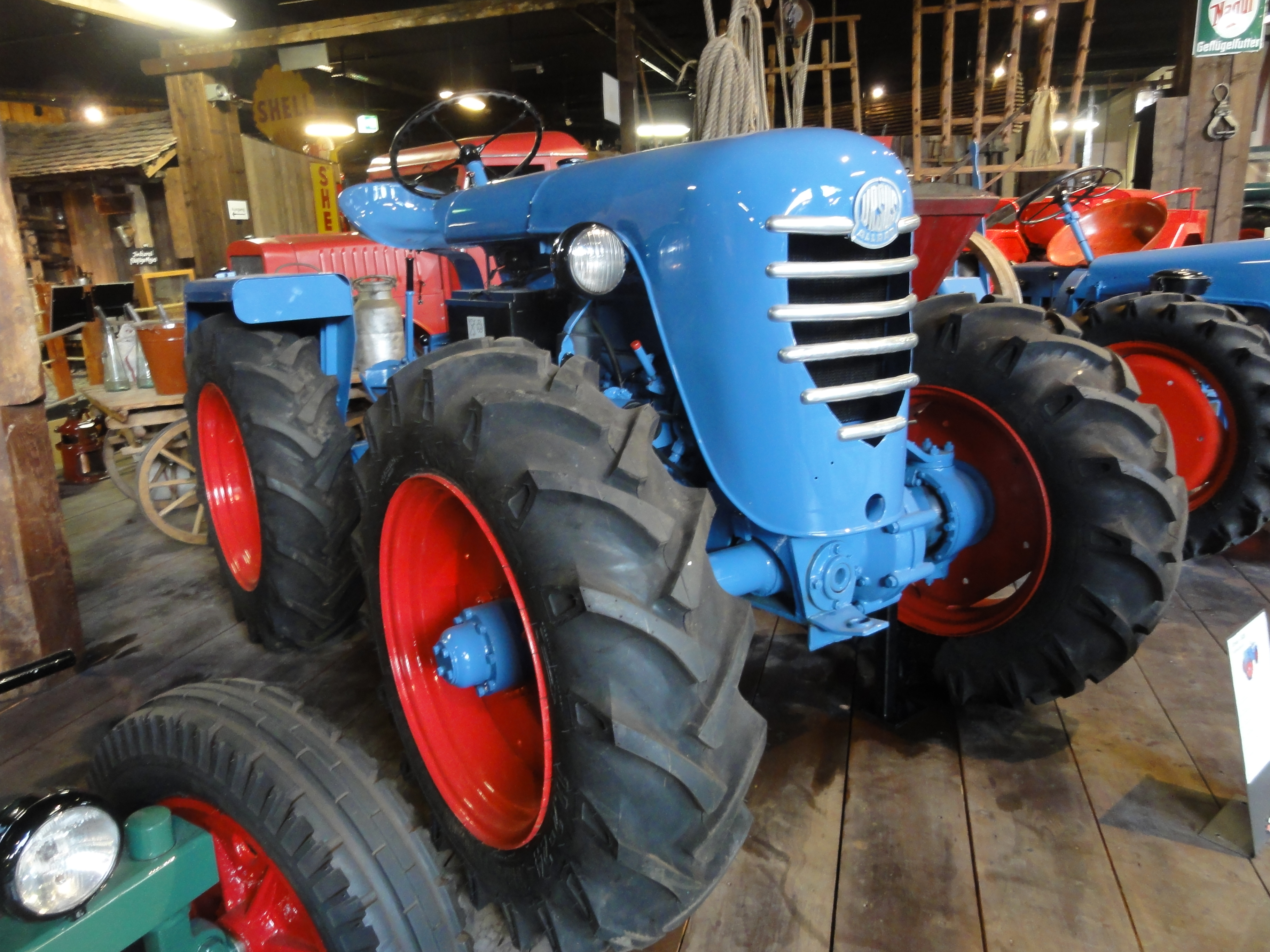
Ursus B 28, Baujahr 1954, Zylinder: 2, Hubraum: 2360 ccm, Leistung: 28 PS, Gewicht: 1700 kg, Traktormuseum Bodensee Gebhardsweiler Uhldingen-Mühlhofen.

Das Ursus-Traktorenwerk Wiesbaden war ein 1947 gegründeter Hersteller von Traktoren.
Wegen der Namensgleichheit mit dem polnischen Hersteller Ursus firmierte der Hersteller von Oktober 1950 bis September 1954 unter Urus GmbH. Nachdem der Konstrukteur Wilhelm Anton Erkelenz das Unternehmen 1956 übernommen hatte, lautete der Unternehmensname (Firma) Ursus-Traktoren-Werk Erkelenz & Co. Ursus kombinierte nach dem Zweiten Weltkrieg Achsen und Getriebe von ausgemusterten Militärfahrzeugen mit wirtschaftlichen Dieselmotoren. Es kamen bevorzugt Achsen von GMC und Dodge zum Einsatz, als Antriebe wurden Motoren von MWM und Fichtel & Sachs verwendet. Es wurden die Allradschlepper Ursus B28 und Ursus B40 sowie der Ursus C10 Bambi konstruiert. Die Herstellung von Traktoren endete 1957.